# Christophe Bonvin
Pour les articles homonymes, voir Bonvin.
Christophe Bonvin est un footballeur international suisse né le 14 avril 1965 à Sion. Il jouait au poste d'ailier gauche.

## Biographie

### Après le football
Il habite désormais dans la station d'Ovronnaz, au-dessus de Leytron. Après sa retraite sportive en 1997, il est devenu négociant en vins pour l'entreprise Charles Bonvin SA à Sion. 
Il est marié et père de famille. Il prend part fréquemment à des manifestations caritatives et sportives de tous les genres, dont des matchs de gala dans lesquels son jeu et son goût du spectacle font la joie du public.
Joueur doué, fairplay et charismatique du FC Sion et d'autres clubs, il garde une grande popularité en Valais comme ailleurs en raison de son caractère agréable et de son rôle de consultant de télévision pour les grandes rencontres internationales.

## Palmarès
- Suisse
  - 45 sélections et 8 buts entre 1987 et 1996.
  - Participation à l'Euro 1996 (éliminé au premier tour).

- FC Sion
  - Champion de Suisse en 1997.
  - Vainqueur de la coupe de Suisse en 1986, 1995, 1996 et 1997.
  - Finaliste de la supercoupe de Suisse en 1986.